# Tellin
Tellin (valonă Telin) este o comună francofonă din regiunea Valonia din Belgia. Comuna este formată din localitățile Tellin, Bure, Grupont și Resteigne. Suprafața totală a comunei este de 56,64 km². La 1 ianuarie 2008 comuna avea o populație totală de 2.399 locuitori. 
Comuna Tellin se învecinează cu comunele Wellin, Libin, Nassogne, Saint-Hubert și Rochefort.